# Майки
Майките (Meloe), наричани още зентинлийки и маслени бръмбари, са род бръмбари от сем. Meloidae. Те са широко разпространи в Европа, Азия, Африка и Америка. В България се срещат 14 вида майки.
Основно се хранят с листа, нектар и прашец от растения (полен), но в част от ларвения си стадий се вмъкват в пчелните кошери, убиват яйца и ларви на пчели и се хранят с тях и техните хранителни запаси. Степента на вреда, която бръмбарът от рода майка може да нанесе върху стопанството, зависи от вида и броя на триунгулините, попаднали в пчелното семейство. При пчелите може да причини увреждания и изтощаване на насекомото.

## Етимология

### Научно име
Родовото име Meloe е дадено от Карл Линей през 1758 г. и е с неясен произход – вероятно от гр. μηλοω („сондиране, изследване на рана“), свързано с разраняващото действие на хемолимфата на тези бръмбари, при дразнение изхвърляна обилно през крачетата им, съдържаща отровното вещество кантаридин (известен повече във връзка със сродната им т.нар. испанска муха) и използвана от насекомото, като защитно средство, включително и срещу хората, по чиято кожа може да предизвика болезнени мехури и подувания. Също така е възможно името да е свързано и с начина на хранене на ларвите на животното, включващ пчелен мед (от гръцки - Μέλι).

## Обща характеристика
Представителите на рода Майки, във възрастната си форма, са едри, тромави бръмбари с дължина 4-5 cm и с конусовидно коремче. Те са черни или черно-сини на цвят, с бронзов оттенък. Отличават се с полов диморфизъм, изразяващ се в различните размери и пипала (антени) на двата пола.
Елитрите им са силно скъсени, недоразвити, обичайно с размери 1/3 от тялото и покриват само основната част на коремчето. За разлика от много други насекоми те нямат втори чифт крила и не могат да летят.

## Размножаване и жизнен цикъл
Бръмбарите от рода Майки се размножават през пролетта. Женската снася между 2 и 3 хиляди яйца с цилиндрична форма в няколкосантиметрови дупки в земята. 
Ларвата се излюпва след около месец. В първия си стадий на развитие тя е малка, подвижна и се нарича триунгулина, заради своите крайници, снабдени с по 3 яки и извити нокътчета. До 4 дни след излюпването излиза на повърхността, изкачва се по стеблата на различни растения и остава върху цветовете им. Когато пчела или друго насекомо посети такива цветове, триунгулината се захваща с добре развитите си нокти за тялото му. В повечето случаи пчелата се използва за транспорт, но триунгулините на някои видове пробиват полу-хитинизираната мембрана между членчетата и се хранят с хемолимфата ѝ. При завръщане на опаразитеното (заразеното) насекомо в пчелното гнездо, ако то е женско триунгулината се прехвърля върху пчелните килийки и се храни с намиращото се там, а ако е мъжко (търтей) чака момента на съвокуплението (роенето) и се възползва от новото натрупване на яйца и ларви.
Във втория стадий на развитие линее, ларвата се превръща в дебела, червеобразна ларва с малки крака и се храни с мед. В процеса на развитие образува лъжекакавида, от която излиза нехранеща се ларва без крака. След кратко време тя отново се превръща в какавида, този път - истинска. Метаморфозата завършва с имагиниране в млад бръмбар.

## Видове
Родът на бръмбарите майки включва множество видове.
В България са установени следните 14 вида:
- Meloe tuccius Rossi, 1792
- Meloe brevicollis Panzer, 1793 – „Късоврата майка“
- Meloe ganglbaueri Apfelbeck, 1905
- Meloe mediterraneus G. Muller, 1925
- Meloe rugosus Marsham, 1802
- Meloe scabriusculus Brandt & Erichson, 1832
- Meloe variegatus Donovan, 1793
- Meloe hungarus Schrank, 1776
- Meloe proscarabaeus Linnaeus, 1758 – Черна майка
- Meloe violaceus Marsham, 1802 – Синя майка
- Meloe cicatricosus Leach, 1815
- Meloe decorus Brandt & Erichson, 1832
- Meloe erythrocnemus Pallas, 1782
- Meloe autumnalis Olivier, 1792